# Colin Scott
Colin Scott (ur. 4 czerwca 1985 w Malvem) – brytyjski wioślarz.

## Osiągnięcia
- Mistrzostwa Świata Juniorów – Ateny 2003 – czwórka bez sternika – 7. miejsce[1].
- Mistrzostwa Świata U-23 – Amsterdam 2005 – czwórka bez sternika – 6. miejsce[1].
- Mistrzostwa Świata U-23 – Glasgow 2007 – czwórka bez sternika – 3. miejsce[1].
- Mistrzostwa Europy – Poznań 2007 – ósemka – 5. miejsce[1].